# Cinachyrella hemisphaerica
Cinachyrella hemisphaerica är en svampdjursart som först beskrevs av Gray 1873.  Cinachyrella hemisphaerica ingår i släktet Cinachyrella och familjen Tetillidae.
Artens utbredningsområde är Singapore. Inga underarter finns listade i Catalogue of Life.